# OR5AN1
OR5AN1 (англ. Olfactory receptor family 5 subfamily AN member 1) – білок, який кодується однойменним геном, розташованим у людей на короткому плечі 11-ї хромосоми. Довжина поліпептидного ланцюга білка становить 311 амінокислот, а молекулярна маса — 34 789.
| 10         |  | 20         |  | 30         |  | 40         |  | 50         |
| ---------- |  | ---------- |  | ---------- |  | ---------- |  | ---------- |
| MTGGGNITEI |  | TYFILLGFSD |  | FPRIIKVLFT |  | IFLVIYITSL |  | AWNLSLIVLI |
| RMDSHLHTPM |  | YFFLSNLSFI |  | DVCYISSTVP |  | KMLSNLLQEQ |  | QTITFVGCII |
| QYFIFSTMGL |  | SESCLMTAMA |  | YDRYAAICNP |  | LLYSSIMSPT |  | LCVWMVLGAY |
| MTGLTASLFQ |  | IGALLQLHFC |  | GSNVIRHFFC |  | DMPQLLILSC |  | TDTFFVQVMT |
| AILTMFFGIA |  | SALVIMISYG |  | YIGISIMKIT |  | SAKGRSKAFN |  | TCASHLTAVS |
| LFYTSGIFVY |  | LSSSSGGSSS |  | FDRFASVFYT |  | VVIPMLNPLI |  | YSLRNKEIKD |
| ALKRLQKRKC |  | C          |  |            |  |            |  |            |

A: Аланін

C: Цистеїн

D: Аспарагінова кислота

E: Глутамінова кислота

F: Фенілаланін

G: Гліцин

H: Гістидин

I: Ізолейцин

K: Лізин

L: Лейцин

M: Метіонін

N: Аспарагін

P: Пролін

Q: Глутамін

R: Аргінін

S: Серин

T: Треонін

V: Валін

W: Триптофан

Кодований геном білок за функціями належить до рецепторів, g-білокспряжених рецепторів, білків внутрішньоклітинного сигналінгу. 
Локалізований у клітинній мембрані, мембрані.